# مانهاتن رومانس
مانهاتن رومانس (بالإنجليزية: Manhattan Romance)‏ هو فيلم كوميدي رومانسي أمريكي تم إنتاجه في سنة 2015 وهو من بطولة غابي هوفمان وكاثرين ووترستون وزاك جرينيير وكيتلين فيتزجيرالد وإخراج توم أوبراين.

## روابط خارجية
- مانهاتن رومانس على موقع IMDb (الإنجليزية)
- مانهاتن رومانس على موقع ميتاكريتيك (الإنجليزية)
- مانهاتن رومانس على موقع روتن توميتوز (الإنجليزية)
- مانهاتن رومانس على موقع نتفليكس (الإنجليزية)
- مانهاتن رومانس على موقع Turner Classic Movies (الإنجليزية)
- مانهاتن رومانس على موقع أول موفي (الإنجليزية)
- مانهاتن رومانس على موقع فيلمافينيتي (الإسبانية)
- مانهاتن رومانس على موقع قاعدة بيانات الفيلم (الإنجليزية)
- مانهاتن رومانس على موقع ليتربوكسد (الإنجليزية)
- مانهاتن رومانس على موقع كينوبويسك (الروسية)